# تشارلز ماكجي
تشارلز ماكجي (بالإنجليزية: Charles McGee)‏ هو ضابط وطيار أمريكي، ولد في 7 ديسمبر 1919 في كليفلاند في الولايات المتحدة.